# Pfaffendorf (Rietz-Neuendorf)
Pfaffendorf (niedersorbisch Popojce) ist ein Ortsteil der Gemeinde Rietz-Neuendorf im Landkreis Oder-Spree im Land Brandenburg.

## Geographische Lage
Das Dorf liegt nördlich des Gemeindezentrums. Östlich ist der Ortsteil Sauen. Es folgen im Uhrzeigersinn die weiteren Ortsteile Görzig, Groß Rietz, Herzberg sowie Wilmersdorf. Zum Ort gehört der Wohnplatz Lamitsch, der sich südlich an den historischen Dorfkern anschließt, sowie der nördlich gelegene, bewohnte Gemeindeteil Kunersdorf. Pfaffendorf liegt auf der Beeskower Platte und besitzt einige Erhebungen wie den Scheuerberg, den Schwarzberg oder den Rodelberg. Der nordöstliche sowie der südwestliche Teil der Gemarkung ist bewaldet. Der verbleibende Teil wird überwiegend landwirtschaftlich genutzt.

## Geschichte und Etymologie
Bei archäologischen Grabungen wurden im Ort Pfaffendorf mittelalterliche Keramikreste gefunden, die auf eine frühe Besiedelung hinweisen. Urkundlich erwähnt wurde Pfaffendorf erst 1418. Der Name soll sich aus einer Sage ableiten, in der sich auf einer der Erhebungen um den Ort ein heiliger Hain befunden haben soll. Auf dem Gipfel dieses Ortes soll ein verhülltes Götzenbild gestanden haben, das bei Feierlichkeiten vom Pfaffen enthüllt wurde. In den Jahren 1736 und 1737 errichteten Handwerker im Ort eine Dorfkirche. 1926 hatte Pfaffendorf 211 Einwohner.
Der bewohnte Gemeindeteil Ort Kunersdorf wurde mehrere Jahrhunderte gesprägt durch ein Rittergut, teils mit Flächen in Lamitsch, welches seit etwa 1810 der Familie von Gersdorff gehörte, zuerst Christian Wilhelm von Gersdorff-Tauchritz (1777–1829). Ihm folgte die beiden Landräte Paul Max von Gersdorff und dessen wohlhabender Sohn Edwin von Gersdorff (1846–1920), ebenso Landrat des Kreises Beeskow-Storkow. Vor 1930 betrug die Betriebsgröße des Rittergutes Cunersdorf, so die damalige Schreibweise, 370 ha, und war zu jener Zeit verpachtet. Letzter Vertreter der Familie als Gutsherr bis zur Bodenreform 1945/48 wurde der Oberst und Ritterschaftsrat Hans-Henning von Gersdorff (1886–1965). Kunersdorf wurde 1945 aus Pfaffendorf ausgegliedert und gehörte seit dem 1. Juli 1950 wieder zur Gemeinde.
Am 1. April 1938 wurde die südlich von Pfaffendorf gelegene Nachbargemeinde Lamitsch eingemeindet. Dort bestanden ein 106 ha großes Gut im Besitz und unter Verwaltung der Familie Hans-Georg Schultze und eine Molkerei in der Hand der Familie Roggatz. Auf dem Hof der Familie Walter Niesche in Lamitsch wurden 1965 rund 2000 Silbermünzen aus dem Zeitraum zwischen 1270 und 1290 gefunden. Sie wurden wahrscheinlich im 13. und 14. Jahrhundert vergraben. Bei Bauarbeiten neben dem Wohnhaus sei man auf einen Tonkrug gestoßen, welcher sie hervorbrachte. Der Hof sei nie im Besitz einer anderen Familie gewesen – es handle sich also in gewisser Weise um einen Familienschatz. Die Münzen zeugen von einer möglichen früheren Besiedlung des Ortes. Das Ereignis ist als „mittelalterlicher Münzschatzfund von Pfaffendorf-Lamitsch“ nicht nur in die Geschichte des Ortes eingegangen, sondern erlangte auch überregionale Bedeutung.
2001 wurde der Ort nach Rietz-Neuendorf eingemeindet. 2018 feierte der Ort seine 600-Jahr-Feier.

## Kultur und Sehenswürdigkeiten

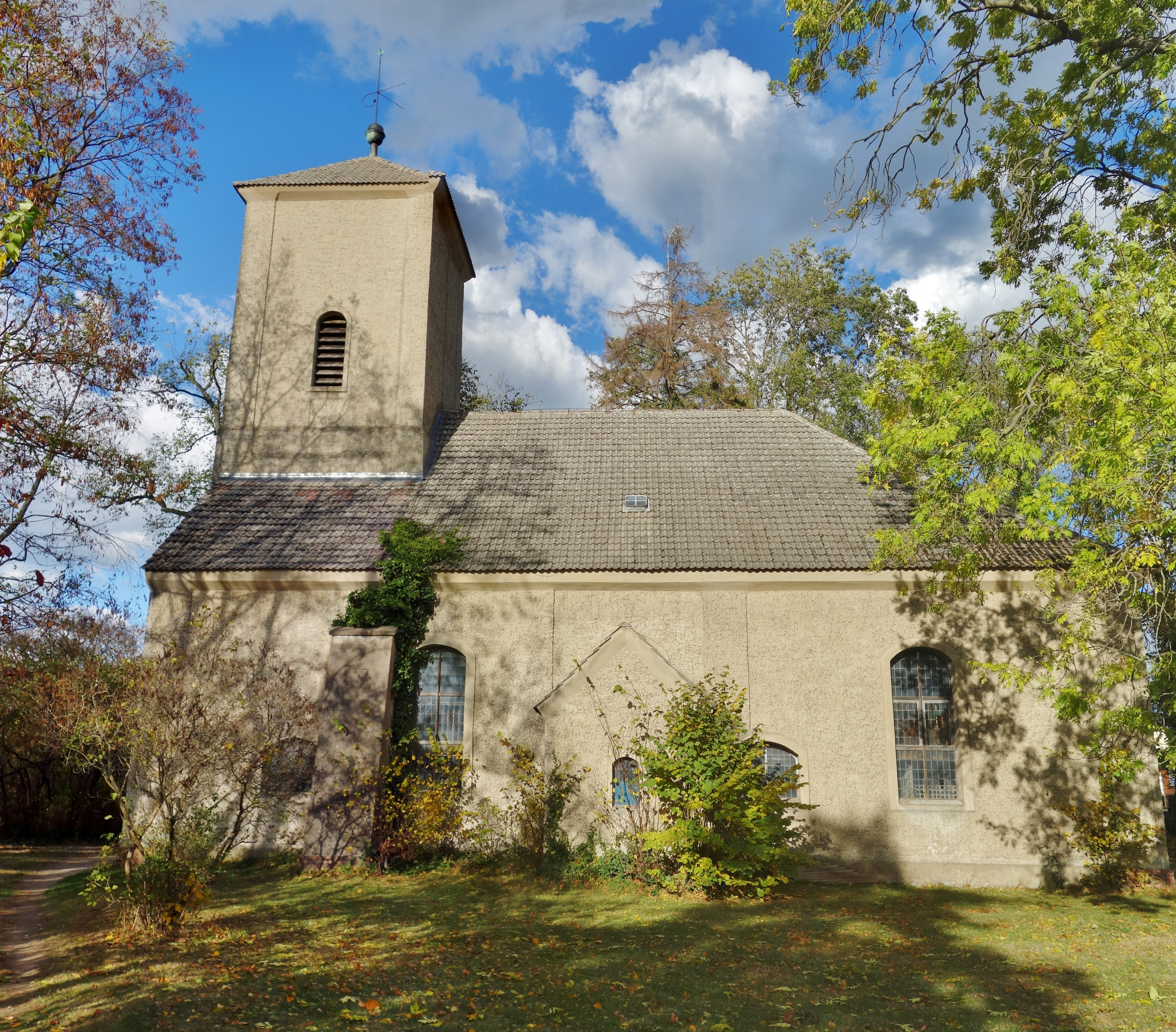
Dorfkirche Pfaffendorf

- Dorfkirche Pfaffendorf aus den Jahren 1736 und 1737
- Dorfanger mit Dorfteich sowie Glockenstuhl mit Glocke aus dem Jahr 1593 in Lamitsch

## Wirtschaft und Infrastruktur

### Wirtschaft
Einige Landwirte haben sich zu einer Agrargenossenschaft zusammengeschlossen. Neben einigen Kleingewerbetreibenden existiert im Ort eine Werbeagentur.

### Verkehr
Die Bahnstrecke Fürstenwalde–Beeskow ist im Abschnitt Bad Saarow – Beeskow über Pfaffendorf seit 1998 eingestellt.
Der öffentliche Personennahverkehr wird unter anderem durch den PlusBus des Verkehrsverbund Berlin-Brandenburg erbracht. Folgende Verbindung führt, betrieben von der Busverkehr Oder-Spree, durch Pfaffendorf:
- Linie 440: Beeskow ↔ Pfaffendorf ↔ Alt Golm ↔ Langewahl ↔ Fürstenwalde

Die Bundesstraße 168 führt in Nord-Süd-Richtung durch Pfaffendorf.